# Saint-Bômer-les-Forges
Saint-Bômer-les-Forges (sɛ̃.bo.mɛʁ.lɛ.fɔʁʒⓘ) es una población y comuna francesa, situada en la región de Baja Normandía, departamento de Orne, en el distrito de Alençon y cantón de Domfront.

## Demografía
| 1123 | 1075 | 968 | 983 | 875 | 854 |
| Para los censos de 1962 a 1999 la población legal corresponde a la población sin duplicidades (Fuente: INSEE [Consultar]) |      |     |     |     |     |